# الانتخابات في إسبانيا

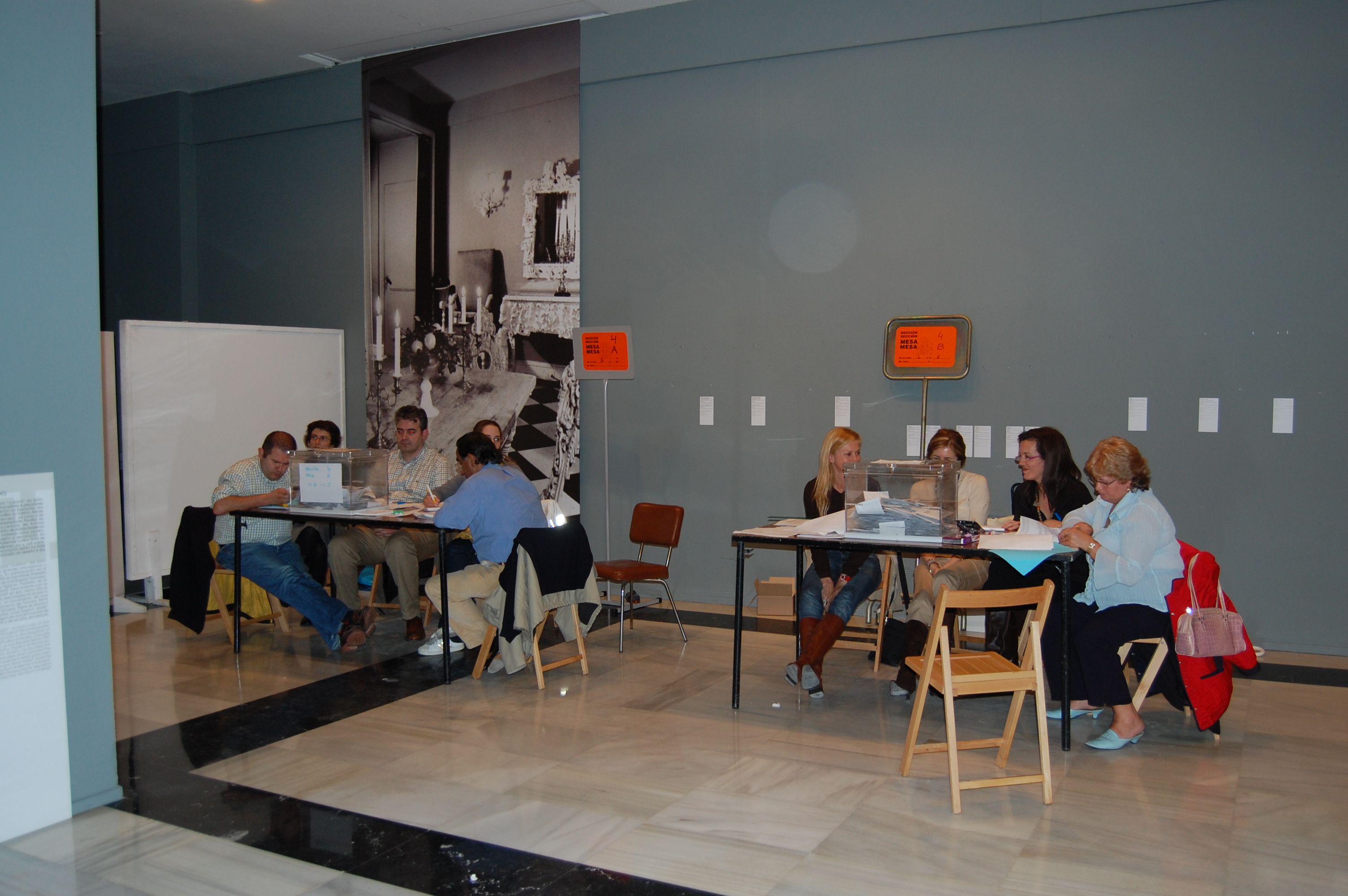

هناك أربعة إنتخابات في إسبانيا: الانتخابات البرلمانية وانتخابات المجالس التشريعية لمناطق الحكم الذاتي، والانتخابات المحلية وانتخابات البرلمان الأوروبي. تُقام الانتخابات البرلمانية وانتخابات المجالس التشريعية لمناطق الحكم الذاتي بعد انتهاء ولاية المجلس التشريعي الوطني أو الإقليمي، وعادة ما تكون بعد أربع سنوات من الانتخابات الأخيرة، ويمكن أن تحدث انتخابات مبكرة. أما بالنسبة لإنتخابات المجالس المحلية (البلدية، المقاطعة) وانتخابات البرلمان الأوروبي فهي تقام في مواعيد ثابتة.

## الانتخابات البرلمانية
الانتخابات البرلمانية هي انتخابات البرلمان الإسباني والذي يسمى في إسبانيا كورتيس خينيراليس (بالإسبانية: Cortes Generales)‏ ويتكون من غرفتين هما: مجلس النواب (بالإسبانية: Congreso de los Diputados)‏ ومجلس الشيوخ (بالإسبانية: Senado)‏.

### مجلس النواب
يتكون مجلس النواب من 350 عضوا يتم انتخابهم كل أربع سنوات عن طريق الاقتراع العام.